# Idaea celativestis
Idaea celativestis là một loài bướm đêm trong họ Geometridae.